# Vũ Trọng Lương
Vũ Trọng Lương (sinh ngày 24 tháng 10 năm 1978) là một giáo viên, công chức Việt Nam. Ông giữ chức vụ Phó trưởng Phòng Khảo thí và Kiểm định chất lượng, Sở Giáo dục và Đào tạo tỉnh Hà Giang.
Ngày 20 tháng 7 năm 2018, Công an tỉnh Hà Giang khởi tố ông Vũ Trọng Lương với tội danh "Lợi dụng chức vụ, quyền hạn trong thi hành công vụ" được nêu tại Điều 356 Bộ luật Hình sự Việt Nam năm 2015. vì đã tham gia sửa điểm cho các thí sinh trên quy mô lớn. Sai phạm sửa điểm thi của ông Lương ở Hà Giang được xem là vụ bê bối lớn nhất của ngành Giáo dục từ xưa đến nay.

## Tiểu sử
Vũ Trọng Lương sinh năm 1978 tại tại huyện Đông Hưng, tỉnh Thái Bình. Ông Lương từng là giáo viên vật lý tại trường THPT chuyên tỉnh Hà Giang và phụ trách đội tuyển thi học sinh giỏi môn Vật lý của trường nhiều năm. Sau đó, Vũ Trọng Lương chuyển về Sở Giáo dục và Đào tạo tỉnh Hà Giang và trở thành Phó phòng Khảo thí từ năm 2010.
Ông Lương đảm nhận nhiệm vụ trực tiếp dùng máy tính để quét bài thi trắc nghiệm ở kỳ thi quốc gia do Sở Giáo dục & Đào tạo Hà Giang phân công nhiều năm qua.

## Vụ bê bối sửa điểm
Ông Lương đã có sai phạm nghiêm trọng tại kỳ thi THPT Quốc gia năm 2018 khi tham gia sửa điểm hơn 330 bài thi với 114 thí sinh tại Hà Giang. Sau khi đoàn thanh tra của Bộ Giáo dục và Đào tạo Việt Nam thanh tra thì có được kết quả điểm công bố chênh lệch từ 1,0 điểm đến 8,75 điểm so với điểm chấm thẩm định lại.
Vụ việc sai phạm của ông Lương tại Hà Giang là khởi đầu cho các vụ bê bối ở kỳ thi THPT Quốc gia năm 2018 ở các tỉnh khác như Sơn La và hàng loạt các tỉnh như Hòa Bình, Lạng Sơn , Bạc Liêu  nằm trong diện nghi ngờ của dư luận.

### Hành vi phạm tội
Về hành vi phạm tội, Vũ Trọng Lương đã tải về các đáp án của Bộ Giáo dục và Đào tạo trên mạng lưu vào Excel. Sau đó, ông quét tập tin ảnh và chuyển sang tập tin Excel, lấy kết quả mà ông đã xử lý trước và sao chép vào tập tin ảnh thí sinh để đánh lừa máy chấm điểm tự động. Chỉ trong 2 tiếng, ông Lương đã thay đổi kết quả của 330 bài thi trắc nghiệm, với tốc độ trung bình 6 giây 1 bài thi. Khi kiểm tra điện thoại cá nhân của ông Lương, công an phát hiện rất nhiều tin nhắn đến yêu cầu về sửa điểm và số báo danh kèm theo.
Theo VietNamNet, từ đầu tháng 7, Sở GD-ĐT Hà Giang đã phát hiện hành vi di chuyển 4 thùng đựng bài thi ra khỏi phòng chấm thi của ông Lương, nhưng chỉ thực hiện lập biên bản và họp xử lý nội bộ.
Sau khi thẩm định phát hiện sai phạm, Công an tỉnh Hà Giang đã khởi tố ông Vũ Trọng Lương với tội danh "Lợi dụng chức vụ, quyền hạn trong thi hành công vụ" vào ngày 20 tháng 07 năm 2018.

### Các thí sinh được sửa điểm
Trong số 114 thí sinh được sửa điểm, có một số là con cháu lãnh đạo các cấp ở Hà Giang. Con gái ông và hai người cháu ruột của ông Triệu Tài Vinh, Bí thư Tỉnh ủy Hà Giang là những người có tên trong danh sách sửa điểm. Tuy nhiên, ông Vinh vẫn một mực khẳng định không biết gì về vụ sửa điểm này. Theo báo Người lao động, cháu bên vợ ông Vũ Trọng Lương, sống cùng khu phố với gia đình ông Vũ Trọng Lương cũng là thí sinh được sửa điểm.
Ngoài ra, còn có con của Chủ tịch UBND huyện, con của Phó trưởng Phòng Giáo dục và Đào tạo huyện và con của hiệu trưởng trường PTTH cũng có điểm thẩm định thấp hơn điểm công bố lần đầu. Bên cạnh đó, thí sinh T.K.T.T, sinh năm 2000 cũng nằm trong danh sách 10 thí sinh có điểm cao hàng đầu quốc gia với 28,6 điểm, trong khi điểm thẩm định lại chỉ là 18,45 điểm.

## Các đánh giá
Ông Mai Văn Trinh, Cục trưởng Cục Quản lý chất lượng (Bộ Giáo dục và Đào tạo) phát biểu: Cả trung ương, địa phương, cả Bộ GD&ĐT và Công an tỉnh Hà Giang đều thống nhất sẽ xử lý nghiêm túc người vi phạm. 
Ông Phạm Tất Thắng, Phó Chủ nhiệm Ủy ban Văn hóa, Giáo dục, Thanh niên, Thiếu niên và Nhi đồng của Quốc hội cho biết ý kiến: Vụ việc ở Hà Giang là rất nghiêm trọng. 
Chúng ta quyết tâm làm nghiêm túc để trả lại công bằng cho học sinh, niềm tin cho nhân dân đối với một kỳ thi mà chính học sinh, phụ huynh, giáo viên và nhân dân đã ủng hộ và đồng hành. Sẽ không có vùng cấm. Bộ trưởng Phùng Xuân Nhạ trình bày quan điểm nhấn mạnh.
Theo luật sư Nguyễn Anh Thơm, thuộc Đoàn luật sư Hà Nội cho biết bước đầu thì hành vi của ông Lương đã có dấu hiệu phạm "Tội giả mạo trong công tác" có thể đối mặt với mức án cao nhất lên đến 20 năm tù. Trong trường hợp ông Lương nhận tiền hối lộ thì sẽ vi phạm "Tội đưa hối lộ" được quy định tại Điều 364 BLHS 2015 với mục hình phạt cao nhất là phạt tù 20 năm.